# Cobalt International Energy
Cobalt International Energy, Inc. è un'azienda per la produzione e ricerca di petrolio con attività in America del Nord e Africa occidentale. La prima è focalizzata sul Golfo del Messico, dove ricerca materiale del Miocene e del Paleocene. la seconda si trova al largo delle coste dell'Angola e del Gabon.
La società ha stabilito una relazione strategica con TOTAL E&P USA, INC.
La società divide le sue attività in due segmenti: U.S. Gulf of Mexico e West Africa.
Cobalt International Energy Inc. ha dichiarato fallimento il 14 dicembre 2017.

## Storia
Nasce nel 2005, a Houston, Texas.
Il 27 agosto, 2009, diventa "incorporated". 
Successivamente, nello stesso anno l'AD Joseph Bryant annunciò una partnership di trivellamento con Sonangol, Nazaki e Alper.
Nel 2014 una istanza di class action negli Stati Uniti accusa la Cobalt di aver pagato dipendenti pubblici stranieri per assicurarsi concessioni petrolifere, tra cui Manuel Vicente di Sonangol e il capo del dipartimento di sicurezza e intelligence dell'esercito angolano, il generale Manuel Helder Vieira Dias Junior.
Nel maggio 2016, Timothy J. Cutt, ex BHP Billiton, è stato nominato amministratore delegato della società.
Cobalt International Energy Inc. ha presentato istanza di fallimento il 14 dicembre 2017 presso il tribunale fallimentare degli Stati Uniti a Houston. All'epoca contava 82 dipendenti, di cui 31 temporanei e 19 imprenditori indipendenti.
Il 10 aprile 2018 Cobalt International Energy ha risolto gli interessi degli azionisti come parte dell'accordo di fallimento.